# 卡帕内托-皮亚琴蒂诺
卡帕内托-皮亚琴蒂诺，是意大利皮亚琴察省的一个市镇。总面积63.24平方公里，人口7660人，人口密度121.1人/平方公里（2009年）。ISTAT代码为033011。